# Corte Suprema de Minnesota

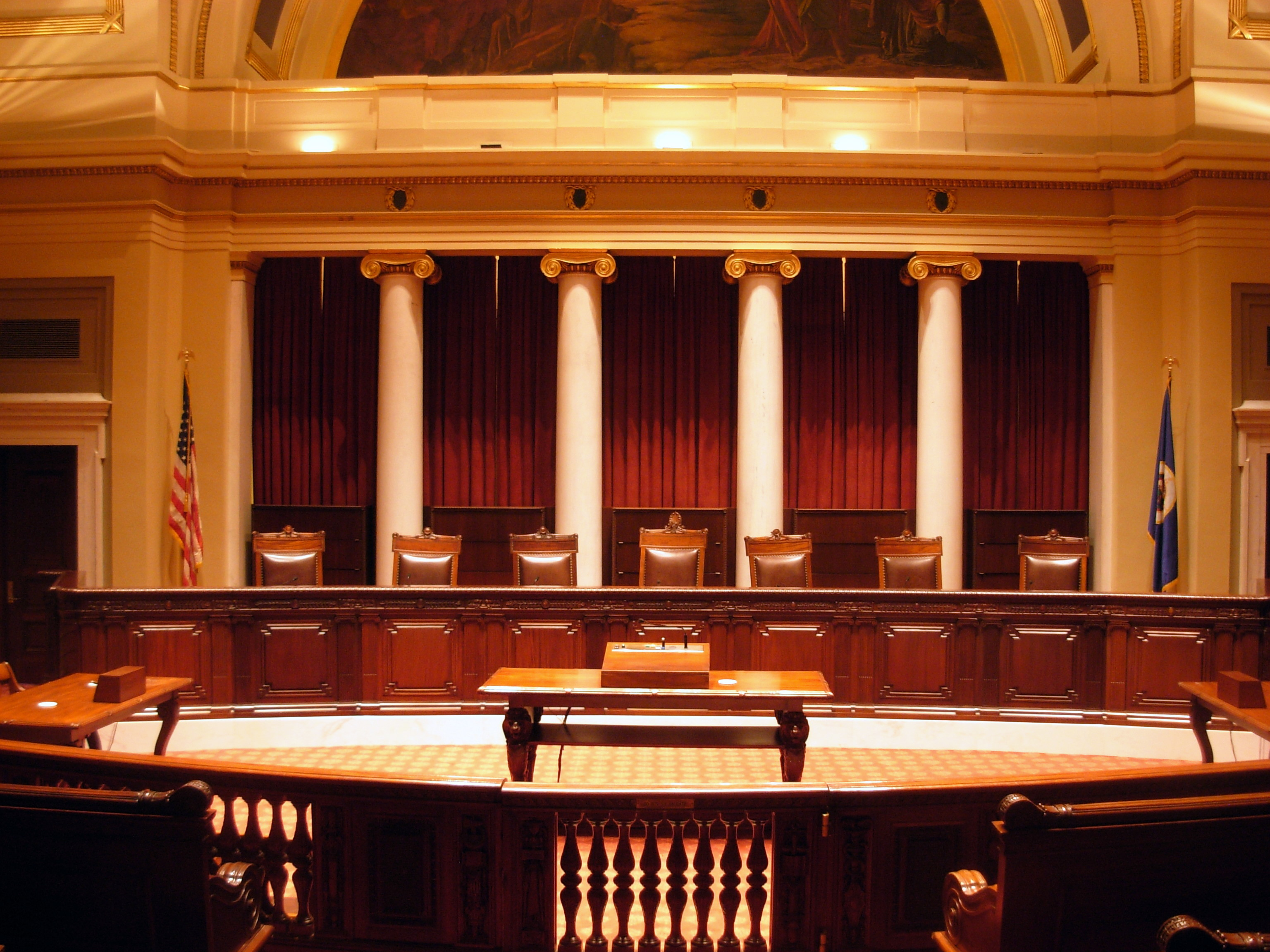
Cámara principal de la Corte.

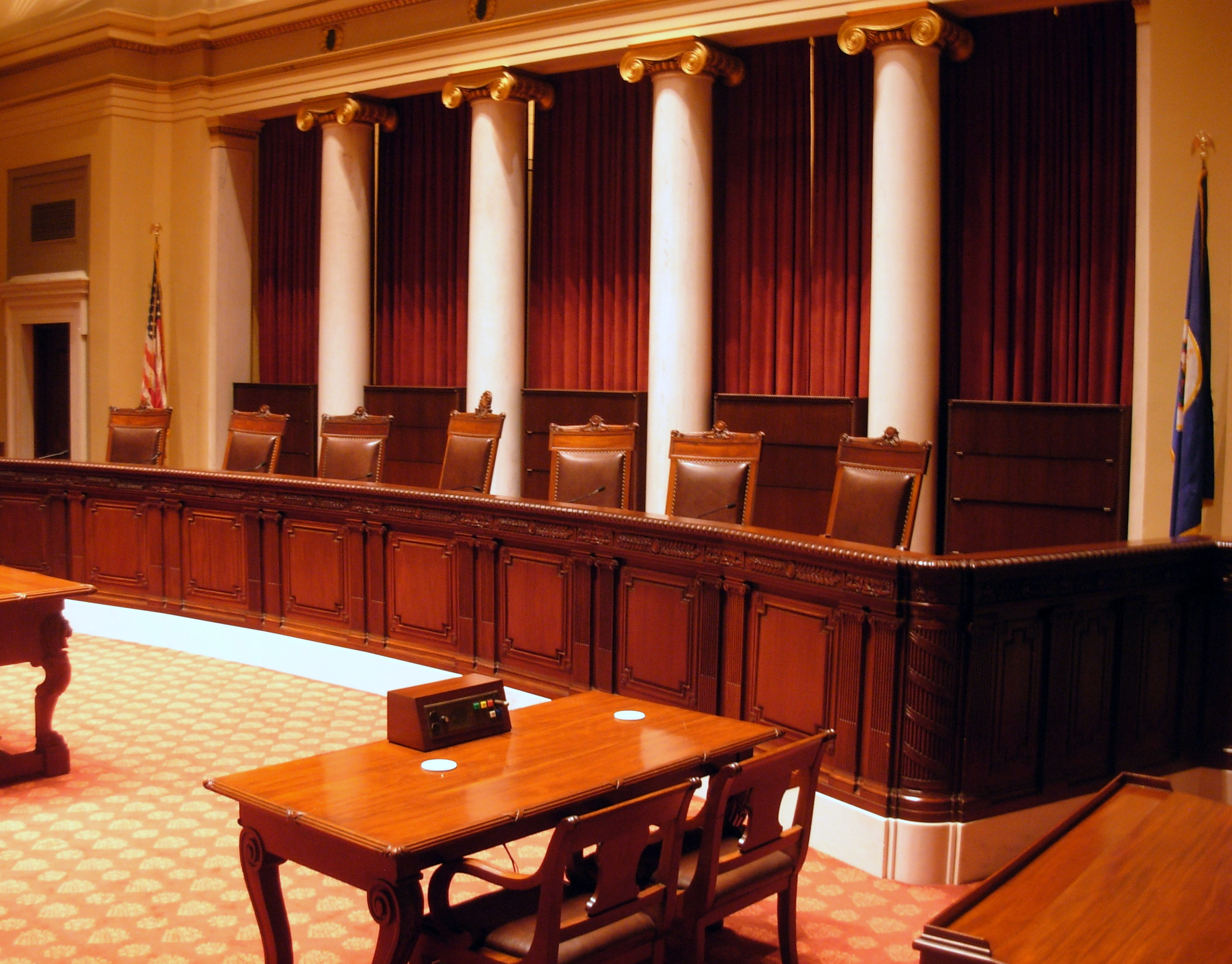
Vista lateral del tribunal.

La Corte Suprema de Minnesota es el tribunal más importante en el estado de Minnesota. Está compuesta por siete miembros elegios por un periodo de seis años. Estos se deben retirar obligatoriamente a los 70 años.

## Historia
Comenzó a funcionar en 1849 con tres jueces nombrados por el presidente Zachary Taylor. En ese entonces Minnesota era un territorio no incorporado. En 1858, se convirtió en un estado y el gobierno reformó su sistema judicial. 